# NGC 7447
NGC 7447 — звезда в созвездии Водолей.
Этот объект входит в число перечисленных в оригинальной редакции «Нового общего каталога».